# Noël de Graauw
Noël de Graauw (Breda, 28 juni 1997) is een voormalig Nederlands profvoetballer die doorgaans als middenvelder speelde. Hij debuteerde in 2017 in het betaald voetbal in het shirt van RKC Waalwijk.

## Carrière
De Graauw speelde in de jeugd van Willem II en NAC Breda en vanaf 2016 in die van RKC Waalwijk. Hiervoor debuteerde hij op 18 augustus 2017, in een met 0-2 verloren thuiswedstrijd tegen FC Emmen. Hij kwam in de 51e minuut in het veld voor Jan Lammers. De week erna scoorde hij zijn eerste doelpunt voor RKC in de met 2-1 verloren uitwedstrijd tegen Jong AZ. In de met 7-0 gewonnen bekerwedstrijd tegen De Treffers maakte hij een hattrick. In het seizoen 2018/19 kwam hij niet in actie voor de Waalwijkers, en nadat zijn contract in 2019 afliep sloot hij in 2020 bij VV Baronie aan.

### Statistieken
| Seizoen                        | Club           | Land           | Competitie     | Competitie | Competitie | Beker | Beker | Totaal | Totaal |
| Seizoen                        | Club           | Land           | Competitie     | Wed.       | Dlp.       | Wed.  | Dlp.  | Wed.   | Dlp.   |
| ------------------------------ | -------------- | -------------- | -------------- | ---------- | ---------- | ----- | ----- | ------ | ------ |
| 2016/17                        | RKC Waalwijk   | Nederland      | Eerste divisie | 0          | 0          | 0     | 0     | 0      | 0      |
| 2017/18                        | RKC Waalwijk   | Nederland      | Eerste divisie | 9          | 1          | 2     | 3     | 11     | 4      |
| 2018/19                        | RKC Waalwijk   | Nederland      | Eerste divisie | 0          | 0          | 0     | 0     | 0      | 0      |
| Carrièretotaal                 | Carrièretotaal | Carrièretotaal | Carrièretotaal | 9          | 1          | 2     | 3     | 11     | 4      |
| Bijgewerkt op 17 december 2019 |                |                |                |            |            |       |       |        |        |